# 刘艺 (书法家)
刘艺（1931年—2016年12月24日），笔名王实子，又名王平，男，台湾台中人，生于北平，中国书法家，曾任中国书法家协会副秘书长、副主席、顾问。